# Neun Plätze, neun Betonschätze
Neun Plätze, neun Betonschätze ist ein Negativpreis, der von Greenpeace Österreich verliehen wird. Er wurde erstmals 2024 vergeben und weist kritisch auf „Österreichs katastrophalste Bausünden“ hin. Der Name ist angelehnt an die ORF-Sendung 9 Plätze - 9 Schätze.

## Verfahren
Die Einreichfrist für die erste Verleihung 2024 startete am 22. Mai 2024, dem internationalen Tag der Biodiversität. Die Bevölkerung Österreichs wurde aufgerufen, entsprechende Bauprojekte an Greenpeace zu melden. Greenpeace will damit auf die „massive Bodenzerstörung und den verschwenderischen Umgang mit Boden hinweisen“. Aus den neun österreichischen Bundesländern wurden jeweils mittels Publikumsvoting und einer Fachjury die Erstplatzierten gewählt und Ende Juli 2024 bekanntgegeben.
Als Gewinnerstatuetten werden an die Verantwortlichen der Bauprojekte kleine goldene Betonmischwagen verliehen. 2024 wurden 400 Bauprojekte eingereicht, 10.000 Menschen stimmten ab.

## Preisträger
| Jahr | Oberösterreich                               | Niederösterreich             | Kärnten                                                           | Steiermark            | Salzburg                                                        | Vorarlberg               | Wien        | Burgenland                | Tirol                                   |
| ---- | -------------------------------------------- | ---------------------------- | ----------------------------------------------------------------- | --------------------- | --------------------------------------------------------------- | ------------------------ | ----------- | ------------------------- | --------------------------------------- |
| 2024 | Betriebsbaugebiet „Ehrenfeld II“ in Ohlsdorf | Ostumfahrung Wiener Neustadt | LKW-Verteilerzentrum „LCAS-Nord“ (zuvor „Alplog Nord“) in Villach | „Playworld“ Spielberg | Luxushotel „Six Senses Residences Kitzbühel Alps“ in Mittersill | „Tunnelspinne“ Feldkirch | Stadtstraße | XXXLutz-Lager in Zurndorf | Gewerbegebiet „Unterbürg“ in St. Johann |